# چیکاماگا (جورجیا)
چیکاماگا، جورجیا (به انگلیسی: Chickamauga, Georgia) یک شهر در ایالات متحده آمریکا با جمعیت ۳٬۱۰۱ نفر است که در جورجیا واقع شده‌است.

## موقعیت جغرافیایی
موقعیت جغرافیایی شهرها و مناطق اطراف به شرح زیر است: